# Gaalee
Gaalee est une petite île inhabitée des Maldives. 

## Géographie
Gaalee est située dans le centre des Maldives, au Nord de l'atoll Kolhumadulu, dans la subdivision de Thaa. 